# Fred Lawrence Whipple
Fred Lawrence Whipple (Red Oak, Iowa, 5. studenog 1906. – Cambridge, Massachusetts, 30. kolovoza 2004), američki astronom. Direktor astronomskog opservatorija Smithsonian. Sredinom 20. stoljeća razvio je model kometske jezgre kao "zaprljane grude snijega", konglomerata sleđenih plinova i stjenovita materijala. Taj model tumači opažene pojave, no njime je precijenjena ledena sastavnica. Otkrivač je mnogih kometa i planetoida (asteroida). Izumitelj je zaštite svemirskih letjelica od mikrometeorita s pomoću višeslojna pokrova (Whippleov štit), a u Drugom svjetskom ratu predložio je ometanje neprijateljskih radara s pomoću vrpci od metalne folije.

## Model zaprljane grude snijega
Promatranja i analize potvrđuju model kometske jezgre, koji je 1950. postavio Fred Lawrence Whipple. Model se naziva zaprljanom grudom snijega. Jezgra je rahli anglomerat smrznutih tvari (plinova) i stijenja, to jest prašine. Led i prah zastupljeni su otprilike jednako. Središte jezgre je u istom stanju kao u doba stvaranja kometa. Kora, koja je debela vjerojatno oko metra ili manje, nosi oznake meteorskih kratera, i u njoj prevladava prašina. Veoma je porozna. Njena je pojava, naime, posljedica procesa koji se odvijaju prilikom proleta kometa kraj Sunca. Pri svakom proletu kraj Sunca, komet veličine Halleyjeva izgubi dio kore, i nova se stvara. Do promjena na jezgri dolazi zagrijavanjem Sunčevim zračenjem, obično na udaljenosti od Sunca od 2.5 do 3 AJ. Kod Halleyjeva kometa promjene su zapažene na daljini 6 AJ, kada se pojavila koma. Mijenjala je oblik i sjaj. Sjaj se znao u jednom danu promijeniti za nekoliko puta. Zašto? Zato što iz jezgre izlazi tvar koja stvara atmosferu, ali ne izlazi jednoliko i po čitavoj površini, već iz nekoliko mjesta, i to poput mlazova. Zajedno sa strujom plina iz površine se odvajaju i čestice praha.  
Energija Sunčeva zračenja dovodi do prijelaza leda u plin. To je proces sublimacije, izravan prijelaz iz čvrstog u plinovito. No tvari koje su bile sleđene opet mogu u atmosferi resublimacijom prijeći u ledena zrnca. Tako dolazi do različitih pojava kome: plin, prah, ledena zrnca. Oblak od praha i ledenih zrnaca u daljem razvoju kometa sakriva jezgru od našeg pogleda, jer se na krutim česticama rasipa Sunčeva svjetlost. Prava jezgra sakriva se u središnjem svjetlosnom zgušćenju. Osnovni sastojak ledova je led vode (H2O). Uz vodu vjerojatni su sastojci HCN i CH3CN. Kristal leda vode, zapravo jedna vrlo velika molekula, sadrži mnoge međušupljine, u kojima se mogu smjestiti manje molekule. To su takozvani klatratni hidrati. Kada se zagrijavanjem narušava struktura leda, zajedno s molekulama vode otpuštaju se i te druge molekule. Time se tumači tipična pojava kome na daljini od 2.5 do 3 AJ. 
Brzina oslobađanja od kometa iznosi nekoliko m/s. Stoga se plin vrlo brzo širi i lako otječe u međuplanetarni prostor. Molekule se rastavljaju (disociraju) na atome i manje skupine, a atomi ioniziraju pod djelovanjem Sunčeva zračenja i Sunčeva vjetra. Jedan proces ionizacije je fotoionizacija (upijanje svjetlosti), a drugi izmjena naboja. Naime, proton Sunčeva vjetra (vodikov ion) u sudaru s neutralnim kometskim atomom oduzima njegov elektron; vodikov se ion neutralizira, a kometski se atom ionizira. Širenje ioniziranog plina na daljinu od 1 000 000 km oko kometske jezgre dovodi do presudnih posljedica. Sunčev vjetar nailazi na prepreku i usporava se. Zbog promjene u načinu strujanja javlja se takozvani udarni val, a Sunčev vjetar mijenja smjer i optječe oko kometa. Između udarnog vala i jezgre nalazi se najprije područje gdje su izmiješani ioni Sunčeva vjetra i kometski ioni; bliže kometu prevladavaju kometski ioni ili kometska plazma. Čestice praha ispunjavaju još manje područje, a najmanje područje, ledeni halo, ispunjavaju ledena zrnca. 
Najveći obujam, vodikovu koronu, ispunjavaju atomi vodika potekli iz jezgre, i mogu se zapaziti samo izvan Zemljine atmosfere, jer zrače u kratkovalnom ultraljubičastom dijelu spektra. Plin se postupno širi oko kometa na udaljenosti veću od 10 000 000 km. Sa Sunčevim vjetrom prenosi se magnetsko polje. Ono ne može prodrijeti u područje kometske plazme u središnjim dijelovima kome, već se obavija oko kometa i utječe na oblik i ponašanje repa. Stoga se na osnovi izgleda repa i njegovih promjena može suditi o stanju međuplanetarnog magnetskog polja.